# Phyllastrephus cabanisi
El bulbul de Cabanis (Phyllastrephus cabanisi) es una especie de ave paseriforme de la familia Pycnonotidae propia del África Central y Oriental.

## Distribución
Se encuentra en el sur de África Central y la región de los Grandes Lagos de África, distribuido por los siguientes países: Angola, Burundi, República Democrática del Congo, Kenia, Malaui, Mozambique, Ruanda, Sudán, Tanzania, Uganda y Zambia.